# 作用電極
作用電極（さようでんきょく、英: working electrode）とは、電気化学実験系のうち、興味の対象としている反応が実際にその表面上で起こっている電極をいう。作用電極、補助電極（対電極）、基準電極の3つからなる3電極系を構成して利用することが多い。電極上の反応が還元反応であるか酸化反応であるかにより、それぞれ陰極および陽極となる。金、銀、白金などの不活性金属、ガラス状炭素、ホウ素ドープダイヤモンド、￼熱分解炭素などの不活性炭素、水銀滴および膜電極などが作用電極に用いられる。無機化合物・有機化合物のどちらを分析する際も、化学的に修飾された電極が用いられる。

## 特別な作用電極
- 超微細電極（英語版）（UME）
- 回転ディスク電極（RDE）
- 回転リングディスク電極（RRDE）
- つり下げ水銀滴電極（英語版）（HMDE）
- 滴下水銀電極（英語版）（DME）